# Bátorove Kosihy
Bátorove Kosihy es un municipio del distrito de Komárno en la región de Nitra, Eslovaquia, con una población estimada a final del año 2024 de 3291 habitantes.
Se encuentra ubicado al suroeste de la región, cerca de los ríos Danubio y Váh, y de la frontera con Hungría.

## Demografía
| Año        | 1994 | 2004    | 2014    | 2024    |
| ---------- | ---- | ------- | ------- | ------- |
| Población  | 3598 | 3493    | 3399    | 3291    |
| Diferencia |      | −2,91 % | −2,69 % | −3,17 % |

| Año        | 2023 | 2024    |
| ---------- | ---- | ------- |
| Población  | 3294 | 3291    |
| Diferencia |      | −0,09 % |